# Jak to się robi w Chicago
Jak to się robi w Chicago (ang. Raw Deal; inne tłum. Rekiny podziemia, Miejski rekin) – film akcji z 1986 roku, z Arnoldem Schwarzeneggerem w głównej roli. Agent FBI, chcąc zemścić się na mafii za zabójstwo syna, wysyła byłego agenta FBI (Kaminsky - grany przez Schwarzeneggera), aby zniszczył mafijną strukturę od wewnątrz.

## Treść filmu
Kaminsky, przybiera nową tożsamość i jako Joe Brenner, rzekomo ścigany przez policję przestępca, wchodzi do organizacji mafijnej kierowanej przez Patrovitę (Sam Wanamaker). Jednak Max Keller (Robert Davi), od samego początku jest wobec niego nieufny i poleca Monice (Kathryn Harrold), swojej dłużniczce, śledzenie Kaminsky'ego (kosztem umorzenia części jej długów). Kaminsky zdobywa jednak uznanie u zastępcy szefa mafii, Paolo Rocca (Paul Shenar), co umiejętnie wykorzystuje, natomiast Monika, która miała go śledzić, zakochuje się nagle w Kaminskym. Keller odkrywa w końcu, że Brenner nie jest tym, za kogo się podaje, a prawdziwy Brenner znajduje się na Karaibach. Zbiega to się z próbą zabicia agenta FBI (Harry Shannon). Kaminsky towarzyszy Kellerowi do cmentarza, tutaj odkrywa nagle, że mają zabić Harry'ego Shannona, który go wysłał do rozpracowania mafii. Kaminsky i Shannon zabijają Kellera i jego pomocnika, ale Shannon został raniony.
Kaminsky, nie mając już nic do stracenia, decyduje się na zabicie całej mafii.

## Obsada
- Arnold Schwarzenegger ... Mark Kaminsky/Joseph P. Brenner
- Kathryn Harrold .... Monique
- Darren McGavin .... Chief Harry Shannon
- Sam Wanamaker .... Luigi Patrovita
- Paul Shenar .... Paulo Rocca
- Ed Lauter ... Baker
- Steven Hill .... Martin Lamanski
- Joe Regalbuto .... Marvin Baxter
- Robert Davi .... Max Keller
- Blanche Baker .... Amy Kaminsky
- Steve Holt .... Blair Shannon
- Sven-Ole Thorsen .... ochroniarz Patrovity